# Laze v Tuhinju
Laze v Tuhinju – wieś w Słowenii, w gminie Kamnik. W 2018 roku liczyła 282 mieszkańców.